# Новоцілинне
Новоцілинне (рос. Новоцелинное) — село у Кочковському районі Новосибірської області Російської Федерації.
Входить до складу муніципального утворення Новоцілинна сільрада. Населення становить 1261 особа (2010).

## Історія
Згідно із законом від 2 червня 2004 року органом місцевого самоврядування є Новоцілинна сільрада.

## Населення
| 2002 | 2007  | 2010  |
| ---- | ----- | ----- |
| 1322 | ↗1362 | ↘1261 |